# Eremiaphilinae
Eremiaphilinae — подсемейство насекомых из семейства Eremiaphilidae отряда богомоловых, объединяющее 2 рода (около 70 видов) нелетающих пустынных богомолов. Тело коренастое с длинными ногами.

## Внешний вид и строение
Бескрылые или короткокрылые богомолы, длина тела 13-60 мм. Окрас совпадает с окраской песка или пород в среде их обитания. Голени средних и задних ног на верхушке с толстыми шипами, коготки удлиненные — приспособление для перемещения по песку.
Виды рода Heteronutarsus единственные среди богомолов имеют 4-членниковую лапку на передних ногах и 3-членниковые на задних и средних, вместо 5-членниковых.

## Образ жизни
Жители песчаных и каменистых пустынь или полупустынь. Активны днем, ночью или в сумерках. Охотятся на живую добычу, но могут питаться и падалью.
Линяют лежа на поверхности почвы, высвобождаются из старого экзувия с помощью ходильных ног.
Размножаются половым путем или с помощью партеногенеза. Самка откладывает оотеку в углубление в грунте, которое роет с помощью твердого щитка с двумя шипами, расположенного на нижней поверхности шестого стернита. Дальше она ходильными ногами засыпает ямку.

## Распространение
Встречаются в Северной Африке, Турции, и через Ближний Восток до Индии.

## Классификация
В подсемейству включают более 70 видов, относящихся к двум родам:
- Eremiaphila — 68 видов
- Heteronutarsus — 4 вида